# Let the games begin
Let the games begin es el 51er episodio de la serie de televisión norteamericana Gilmore Girls.

## Resumen del episodio
En la mañana siguiente de la maratón, mientras Kirk pasea su trofeo por todo el pueblo, Luke se sorprende al escuchar las noticias de que Rory y Jess ahora están juntos, aunque cuando los descubre en su departamento a punto de besarse, decide establecer unas reglas con Jess sobre Rory. Richard le comenta a Rory que Emily y él irán a New Haven para visitar la universidad de Yale y tendrán una cena ahí, así que le ofrece para ir el fin de semana y ella acepta. Pero a Lorelai no le parece buena idea, y ante la insistencia de Rory de no discutir con su padre, Lorelai también decide ir. El paseo por la universidad es muy bueno, ya que Emily y Richard recuerdan momentos de su juventud, pero las cosas empeoran cuando Richard le dice a Rory que arregló una cita para ella con el director de admisiones; Lorelai está furiosa y decide irse rápidamente, y Emily le dice que piense que si Rory estudiara en Yale estaría más cerca de Stars Hollow. Ya de vuelta en casa, y luego de haber engañado a Luke para poder ir a verse afuera con Jess, Rory visita a Dean para decirle que fue muy bueno haber estado con él y ella espera que él algún día la perdone.

## Curiosidades
- Cuando Richard se refiere a su antigua novia lo hace llamándola 'Lindie' Lott. En posteriores capítulos siempre se la llamará Pennilyn Lott.
- Cuando Emily dice que serán europeos esa noche, el periódico de Richard está abierto, pero cuando la escena se enfoca hacia él, su periódico está cerrado y lo abre.
- Rory menciona que hará 30 °F (unos -1,5 °C) en New Haven, pero en el campus se ve a los Gilmore no muy abrigados.
- El maratón de baile fue sábado pero al día siguiente Rory esta con el  uniforme y van a la cena de los viernes

- Datos: Q5973867